# Siegbert Uhlig
Siegbert Uhlig, né le 16 février 1939 à Königsberg, est un pasteur de l'église protestante, un théologien, un encyclopediste et un professeur d'histoire, langues et littératures de l'Éthiopie, allemand.  

## Biographie
De 1961 à 1997 Siegbert Uhlig a été pasteur dans la communauté ecclésiale chrétienne de Rostock. Il a obtenu son diplôme en théologie avec August Wilhelm Dieckhoff, à l'Université de Rostock. Il a été professeur de Langues et de cultures africaines - tout spécialement  pour l'Éthiopie - à l'Université de Hambourg (Faculté des Sciences Humaines - l'Institut Asie-Afrique), de 1990 à 2004.
Avec Gernot Buhring il a fait une traduction en allemand du Fides, religio, moresque Aethiopum de Damião de Góis, livre édité en 1540, qui connait grande diffusion en Europe, dans les cercles catholiques et protestants. 
Rédacteur en chef de l'Encyclopaedia Aethiopica, pour les volumes : 1. (2003) - Lettres de A à C ; 2.  (2005) - Lettres de D à Ha; 3. (2007) - Lettres de He à N, pour les suivants volumes  4. (2010) - Lettres de O à X  et 5. (2014) - Lettres de Y à Z, index complet, articles supplémentaires, cartes et documents, Siegbert Uhlig  a partagé la responsabilité de l'édition avec Alessandro Bausi.
Siegbert Uhlig, qui a partagé son temps entre l'église et l'université, a su attirer autour du projet de l'Encyclopaedia Aethiopica un grand groupe de chercheurs, de 25 nationalités différentes et experts dans de nombreuses disciplines, bénéficiant du soutien logistique et économique de l'Université de Hambourg.
Äthiopien. Geschichte, Kultur, Herausforderungen, son dernier effort éditorial, est un recueil sur l'Ethiopie et l'Afrique du Nord-Est, conçu pour les voyageurs, les étudiants, les politiciens et les organisations internationales.

## Œuvres

### Livres
- (de) Äthiopische Paläographie  (aussi en langue Guèze), Stuttgart, F. Steiner, 1988, 848 p. (ISBN 3-515-04562-7).
- (de) Afrika aktuell. Probleme und Perspektiven der nordöstlichen Regionen, Berlin, D. Reimer, 1989, 146 p. (ISBN 3-496-00478-9).

### Livres en collaboration

Iobi Ludolfi (Hiob Ludolf), Habessinia seu Abassia, presbyteri Iohannis regio

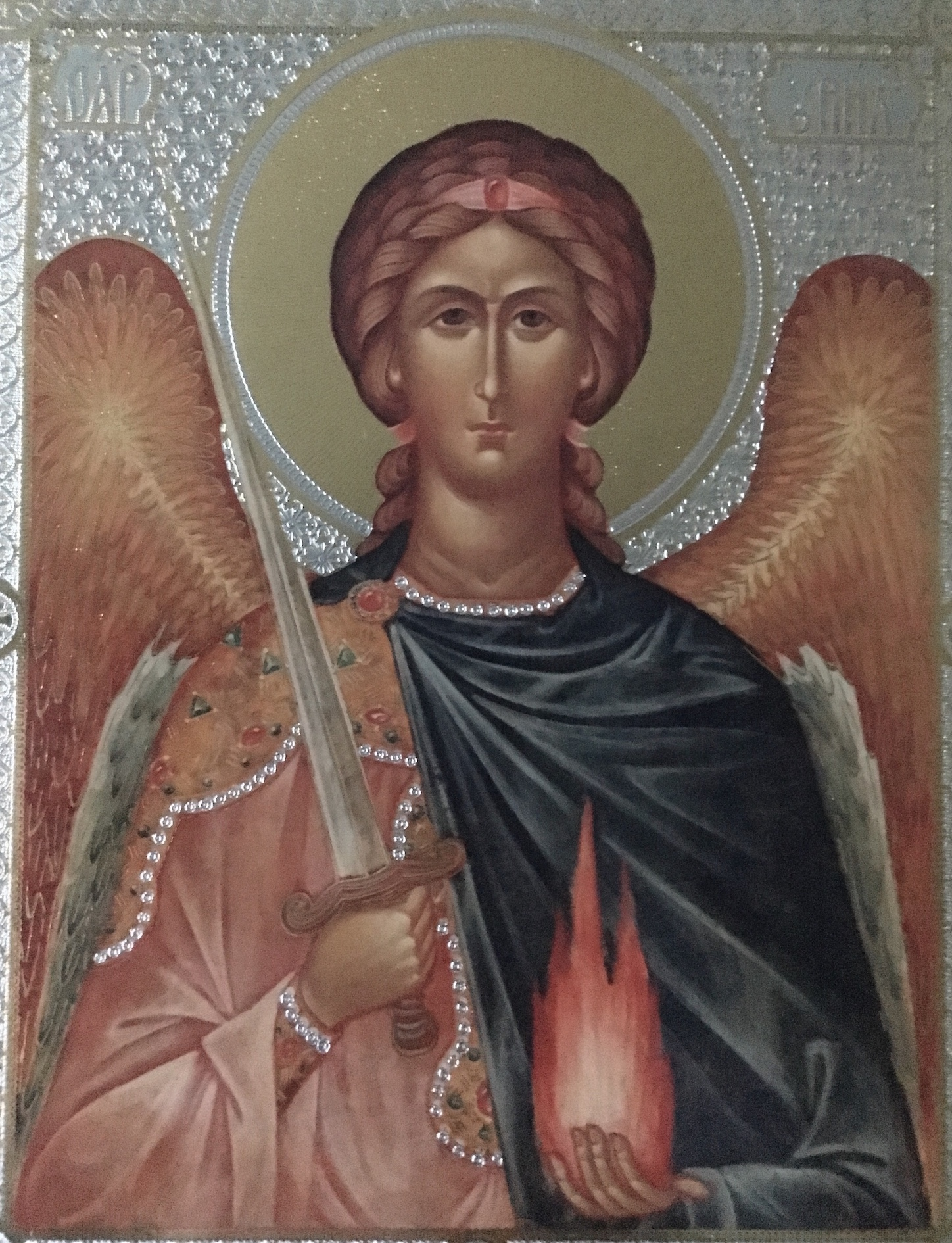
Icône orthodoxe de Saint Uriel Archange

- (de + en) Hiob Ludolf, Siegbert Uhlig et Thomas Leiper Kane Collection (Library of Congress. Hebraic Section) (curatelle de), Hiob Ludolfs "Theologia Aethiopica", Wiesbaden, F. Steiner, 1983.
- (de) Siegbert Uhlig (curatelle de) et al., « 5.6: Apokalypsen. Das Àthiopische Henochbuch », udische Schriften aus hellenistisch-romischer Zeit / herausgegeben von Werner Georg Kummel ; in Zusammenarbeit mit Christian Habicht, Gütersloh, Gerd Mohn,‎ 1984, p. 463-780 (ISBN 3579039563).
- (en) Siegbert Uhlig, Bairu Tafla, Ernst Hammerschmidt et Thomas Leiper Kane Collection (Library of Congress. Hebraic Section), Collectanea Aethiopica, Stuttgart, F. Steiner, 1988.
- (de) Eckart Otto et Siegbert Uhlig, Bibel und Christentum im Orient : Studien zur Enfuhrung der Reihe "Orientalia Biblica et Christiana", Gluckstadt, J.J. Augustin, 1991.
- (de + gez) Helge Maehlum (curatelle de) et Siegbert Uhlig (curatelle de), « Die Gefangenschaftsbriefe », Novum Testamentum Aethiopice, Stuttgart, Steiner,‎ 1993 (ISBN 3515054472).
- (de + gez) Josef Hofmann (curatelle de) et Siegbert Uhlig (curatelle de), « Die Katholischen Briefe », Novum Testamentum Aethiopice, Stuttgart, Steiner,‎ 1993 (ISBN 3515049924).
- (de + gez) Gernot Buhring (curatelle de) et Siegbert Uhlig (curatelle de) (trad. du latin), Damian de Gois Schrift uber Glaube und Sitten der Athiopier, Wiesbaden, Steiner, 1994, 296 p. (ISBN 3-447-03512-9).
- (en + de) Siegbert Uhlig (curatelle de) et Maria Bulakh (curatelle de), Proceedings of the 15. International Conference of Ethiopian Studies : Hamburg July 20-25, 2003, Wiesbaden, Harrassowitz, 2006, 1110 p. (ISBN 3-447-04799-2).
- (en) Siegbert Uhlig, David L Appleyard, Alessandro Busi, Wolfgang Hahn et al., Ethiopia : history, culture and challenges, Münster-East Lansing (MI), LIT Verlag-Michigan State University Press, 2017
- (de) Siegbert Uhlig, David Appleyard, Alessandro Bausi et al., Äthiopien. Geschichte, Kultur, Herausforderungen, Wiesbaden, 2018, 396 p. (ISBN 978-3-447-11095-2 et 3-447-11095-3).

### Articles
- (de) « In memoriam Emeri Johannes van Donzel [sic] (1925–2017) », Aethiopica, vol. 21,‎ 2018, p. 237–240.
- (en) Amsalu Tefera, Alessandro Bausi, Bairu Tafla, Ulrich Braukämper, Siegbert Uhlig et al., « A Fifteenth-Century Ethiopian Homily on the Archangel Uriel », Aethiopica: International Journal of Ethiopian and Eritrean Studies, vol. 21,‎ 2018.

### Éditeur scientifique
- (en) Hans Wilhelm Lockot (édité par Siegbert Uhlig et Verena Böll), Bibliographia Aethiopica 2 : The horn of Africa in English literature, Wiesbaden, Harrassowitz, 1998, 827 p. (ISBN 3-447-03611-7).
- (en) Siegbert Uhlig, Encyclopaedia Aethiopica, vol. 1 : A-C. (Encyclopaedie), Wiesbaden, Harrassowitz Verlag, 2003.
- (en) Siegbert Uhlig, Encyclopaedia Aethiopica, vol. 2 : D-Ha (Encyclopaedie), Wiesbaden, Harrassowitz Verlag, 2005 .
- (en) Siegbert Uhlig, Encyclopaedia Aethiopica, vol. 3 : He-N (Encyclopaedie), Wiesbaden, Harrassowitz Verlag, 2007.
- (en) Siegbert Uhlig et Alessandro Bausi, Encyclopaedia Aethiopica, vol. 4 : O-X (Encyclopaedie), Wiesbaden, Harrassowitz Verlag, 2010.
- (en) Alessandro Bausi et Siegbert Uhlig, Encyclopaedia Aethiopica, vol. 5 : Y-Z, Supplementa, Addenda et Corrigenda, Maps, Index (Encyclopaedie), Wiesbaden, Harrassowitz Verlag, 2014.